# Saia
Saia is een plaats in de Estlandse gemeente Saaremaa, provincie Saaremaa. De plaats heeft de status van dorp (Estisch: küla) en telt 38 inwoners (2021).
Tot in december 2014 behoorde Saia tot de gemeente Kaarma, tot in oktober 2017 tot de gemeente Lääne-Saare en sindsdien tot de fusiegemeente Saaremaa.
Saia werd voor het eerst genoemd in 1592 als Saya Matt, een boerderij op het landgoed van Pähkla.